# تيميكي
تيميسي أو تيميكي مدينة بونيقية وقرطاجية ومورية:300 ورومانية تقع حاليًا في بلدية تاوقريت ولاية الشلف بالجزائر.
توجد آثار رومانية شمال غرب قرية عين مطبول.

## التسمية
تيميكي هو إضفاء الطابع اللاتيني لاسم المدينة البونيقي TMKY (𐤕𐤌𐤊𐤉).

## القلعة
تيميكي هي مستعمرة شيدت فوق هضبة محمية طبيعيا من الجهات الثلاث، تتضمن القلعة سورين أحدهما شرقي والأخر غربي، أما الجهة الشمالية والجنوبية فتمتد بها ممرات أمام كل منها مركز مراقبة منحوتة في الصخور لحماية المدينة، وقد اكتشفت بها صهاريج محفورة في الصخور وكنيسة مسيحية ذات أعمدة، صنفت بتاريخ 09 مايو 1905م و أعيد تصنيفها في 1968م. طبقاً للأمر رقم: 67-281 لصـادر في 20 ديسمبر 1967 المتعلق بالحفريات وحماية المواقع الأثرية موقعًا أثريًا.
صنف المعلم وعين حراس له في سنة 2018، ومُنع السكان المحليين من حرث وزراعة أراضي المدينة الرومانية والتي تحتوي على كم هائل من المنحوتات والاحجار المنقوشة وذذلك منع استخدام حجارة القلعة في تشيد سكنات فردية.

## تاريخ
قامت تيميكي بسك عملاتها البرونزية وفق الأساطير البونية.
في عهد الرومان، كانت تيميكي سيفيتاس (civitas ) في مقاطعة موريطنية القيصرية.
حُددت المدينة سابقًا بأطلال عين تموشنت، والتي كانت في الواقع من بقايا ألبولاي الرومانية.

## دِيانة
كان تيميكي مقر الأسقف المسيحي في العصور القديمة. يظهر ثلاثة منهم في السجل التاريخي الباقي. عُلق اللقب أثناء الفتح الإسلامي للمغرب العربي، لكنه أعيد إحياؤه باعتباره كرسيًا لقبيًا رومانيًا كاثوليكيًا (باللاتينية: Dioecesis Timicitana) في القرن 20th.

### قائمة الأساقفة
- فيتوري أسقف كاثوليكي مثل البلدة في مجلس قرطاج (411)  [لغات أخرى]‏، الذي نظر في الخلاف بين الكاثوليك والدوناتيين.
- وكان الدوناتي Optato هو نظير فيتوريس في المؤتمر.
- شارك هونوريوس في السينودس الذي جمعه الملك هونريك ملك المملكة الوندالية في قرطاج عام 484، بعد نفي السينودس هونوريوس.
- فرناندو أريزتا رويز (1967–1976)
- رامون داريو مولينا جاراميلو (1977-1984)
- توريبيو تيكونا بوركو  [لغات أخرى]‏ (1986-1992)
- فرانسيسكو كيسيس أندرو  [لغات أخرى]‏ (1994-1996)
- جون فورسويلو دو (1997-2001)[10]
- دونالد جورج سبروكستون (2001 - حتى الآن)، مطران بيرث المساعد.[14]

### فهرس
1. 1 2  "الشلف: قلعة "تيميكي" الرومانية تتطلع لاستقطاب السيّاح". وكالة الأنباء الجزائرية. 16 مايو 2018. مؤرشف من الأصل في 2022-08-10. اطلع عليه بتاريخ 2022-08-10.
2. 1 2  Leveau، Philippe (1977). "Recherches historiques sur une région montagneuse de Maurétanie Césarienne : des Tigava Castra à la mer". Mélanges de l'école française de Rome. ج. 89 ع. 1: 257–311. DOI:10.3406/mefr.1977.1102. مؤرشف من الأصل في 2022-06-15.
3. ↑  Filigheddu (2006), pp. 218–219.
4. 1 2  Head & al. (1911).
5. ↑  Filigheddu (2006).
6. ↑  "قلعة اولاد عبد الله بتاوقريت تيميسي أو تيميكي". مسارات الجزائر السياحية. مؤرشف من الأصل في 2022-08-11. اطلع عليه بتاريخ 2022-08-10.
7. ↑  ث, ق (23 May 2018). "معلم تاريخي يطلب النجدة". يومية المساء الجزائرية (بar-aa). Archived from the original on 2022-08-11. Retrieved 2022-08-11.{{استشهاد ويب}}:  صيانة الاستشهاد: لغة غير مدعومة (link)
8. ↑  "الشلف: آثار و بقايا الحضارة الرومانية بقلعة تيميكي عرضة للإهمال و التخريب - الوطنية الجزائرية". 29 سبتمبر 2021. اطلع عليه بتاريخ 2022-08-11.[وصلة مكسورة]
9. ↑  NESSIGHAOUI, Ouafia (1 Jun 2017). "MONNAIES DES VILLES AUTONOMES DANS L'ALGERIE ANTIQUE". مجلة العلوم الإنسانية (بCanadian French). 28 (2): 163–173. ISSN:1111-505X. Archived from the original on 2019-09-08.
10. 1 2  Timici at gcatholic.org. نسخة محفوظة 8 أبريل 2022 على موقع واي باك مشين.
11. ↑  Fey، Henri Léon (1859)، "Timici Colonia (Aïn-Temouchent de l'Ouest)"، Revue Africaine، ج. No. 18، ص. 420–435 {{استشهاد}}: |المجلد= يحوي نصًّا زائدًا (مساعدة), including "Plan de Timici Colonia (Aïn Temouchent)". (بالفرنسية)
12. ↑  Pius Bonifacius Gams, Series episcoporum Ecclesiae Catholicae, Leipzig, (1931), p. 469. نسخة محفوظة 4 مايو 2021 على موقع واي باك مشين.
13. ↑  Stefano Antonio Morcelli, Africa christiana, Volume I, (Brescia, 1816), p. 325. نسخة محفوظة 25 نوفمبر 2018 على موقع واي باك مشين.
14. ↑  Entry titolare at catholic-hierarchy.org. نسخة محفوظة 18 يونيو 2022 على موقع واي باك مشين.

### المعلومات الكاملة للمراجع
- Filigheddu، Paolo (2007)، "Die Ortsnamen des Mittelmeerraums in der Phönizischen und Punischen Überlieferung"، في Manfried Dietrich؛ Oswald Loretz (المحررون)، Ugarit-Forschungen: Internationales Jahrbuch für die Altertumskunde Syrien-Palästinas، Munster: Ugarit Verlag، ج.   38 2006، ص. 149–266. (بالألمانية)
- Head، Barclay؛ وآخرون (1911)، "Mauretania"، في Ed Snible (المحرر)، Historia Numorum (ط. 2nd)، Oxford: Clarendon Press، ص. 887–890، مؤرشف من الأصل في 2023-03-05.